# Cuceu, Sălaj

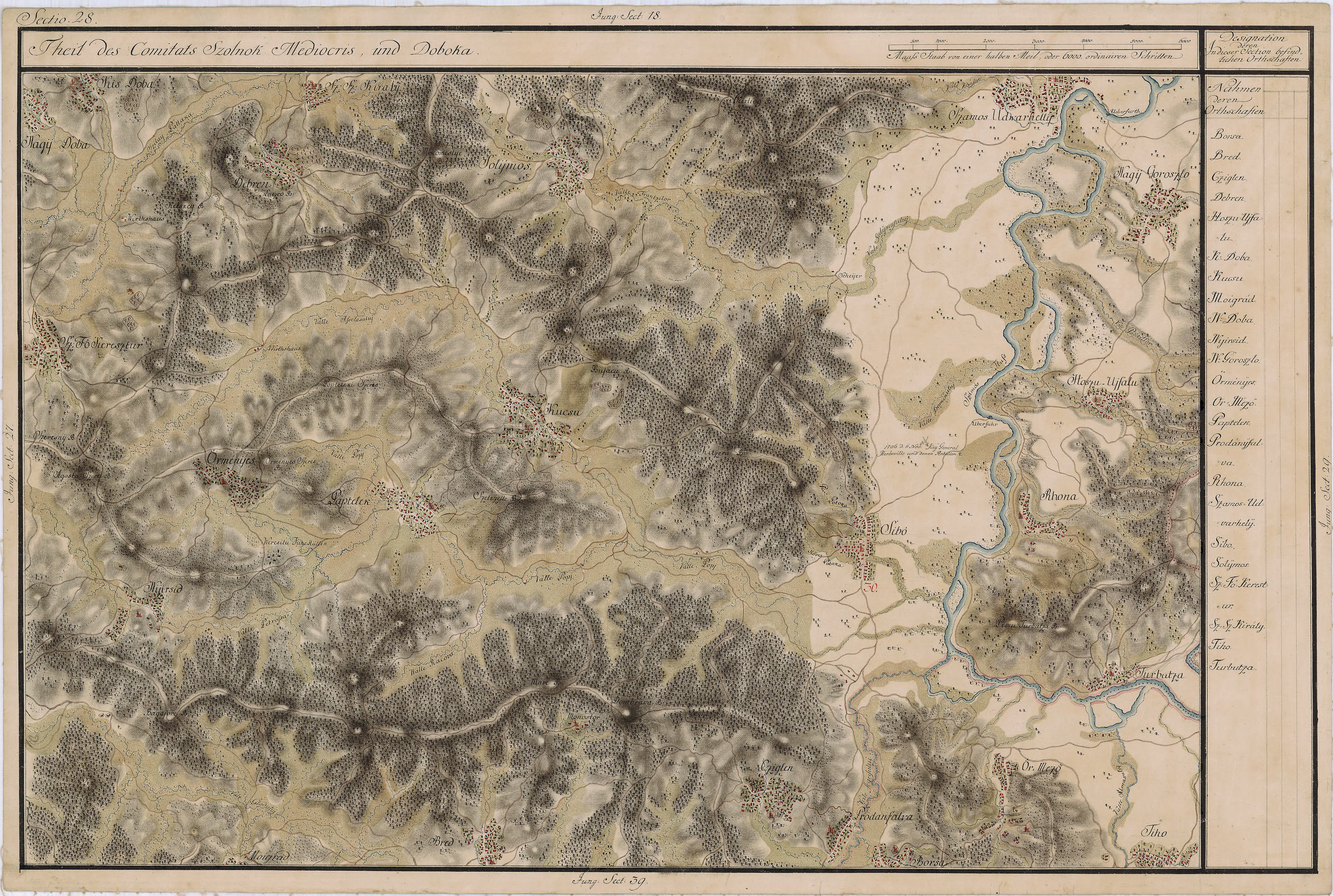
Cuceu în Harta Iosefină a Transilvaniei, 1769-1773

Cuceu (în maghiară Kucsó) este un sat ce aparține orașului Jibou din județul Sălaj, Transilvania, România. La recensământul din 2002 avea o populație de 506 locuitori.